# Geijera salicifolia
Geijera salicifolia là một loài thực vật thuộc họ Rutaceae. Loài này có ở Úc, New Caledonia, và Papua New Guinea. Chúng hiện đang bị đe dọa vì mất môi trường sống.

## Hình ảnh

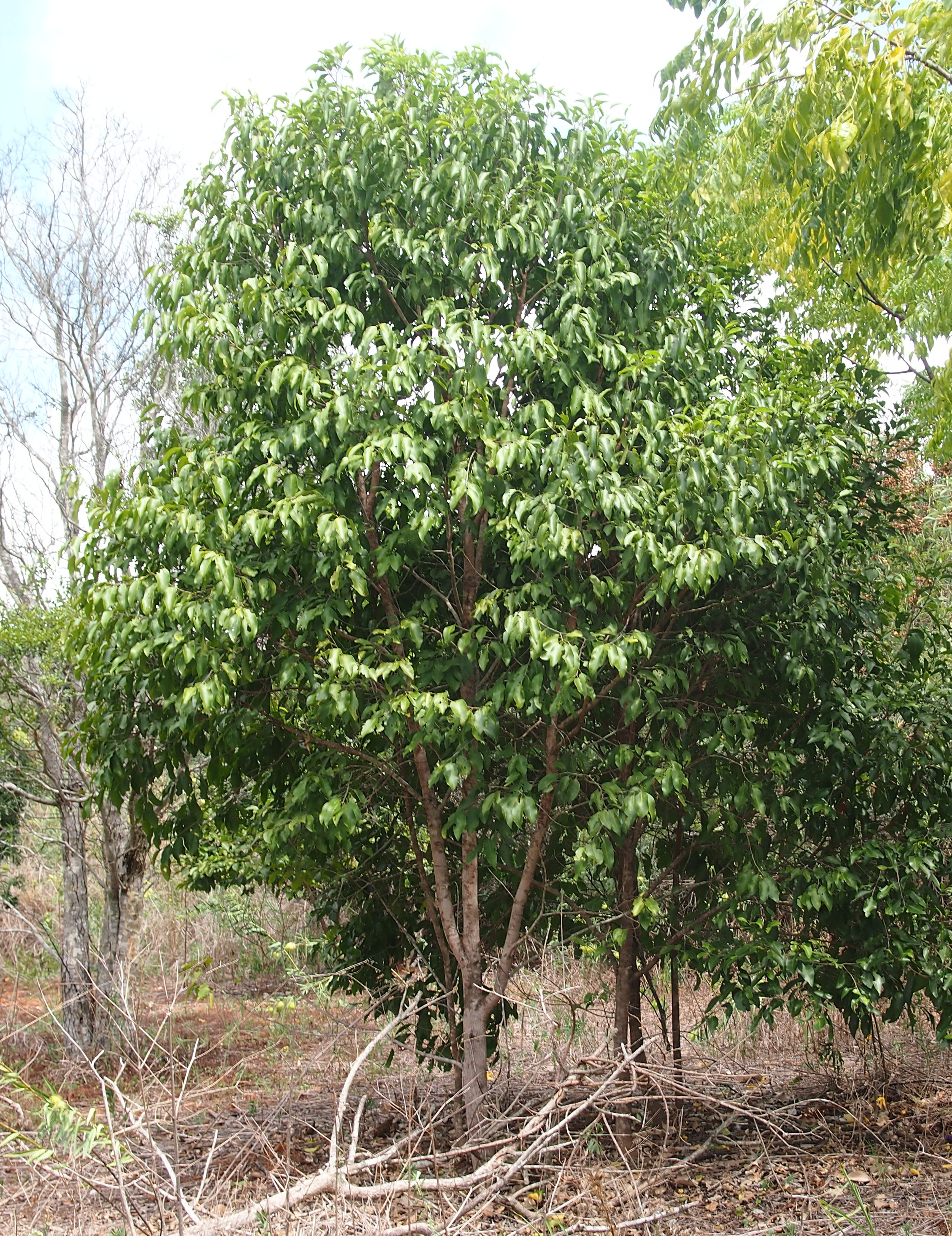
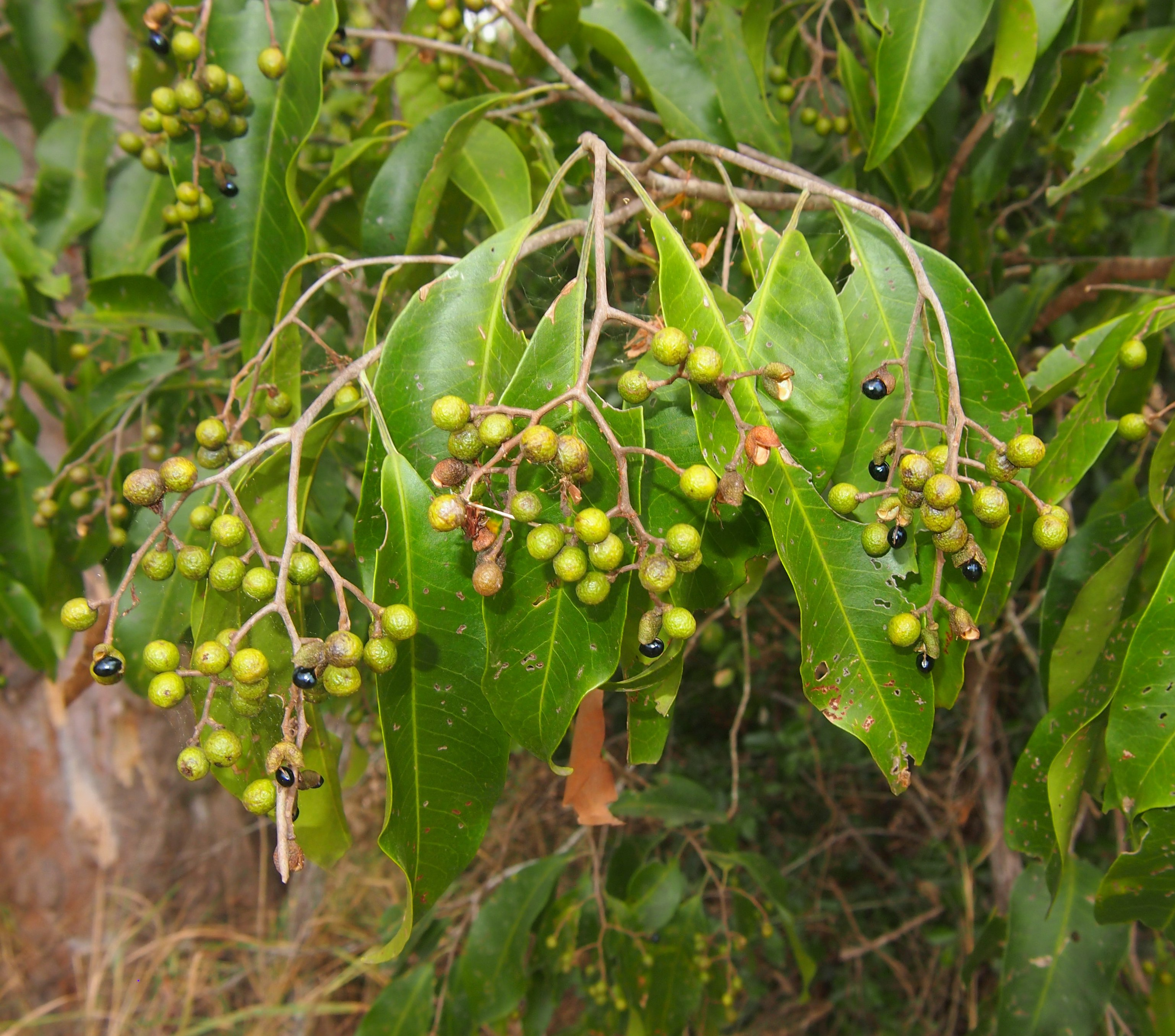
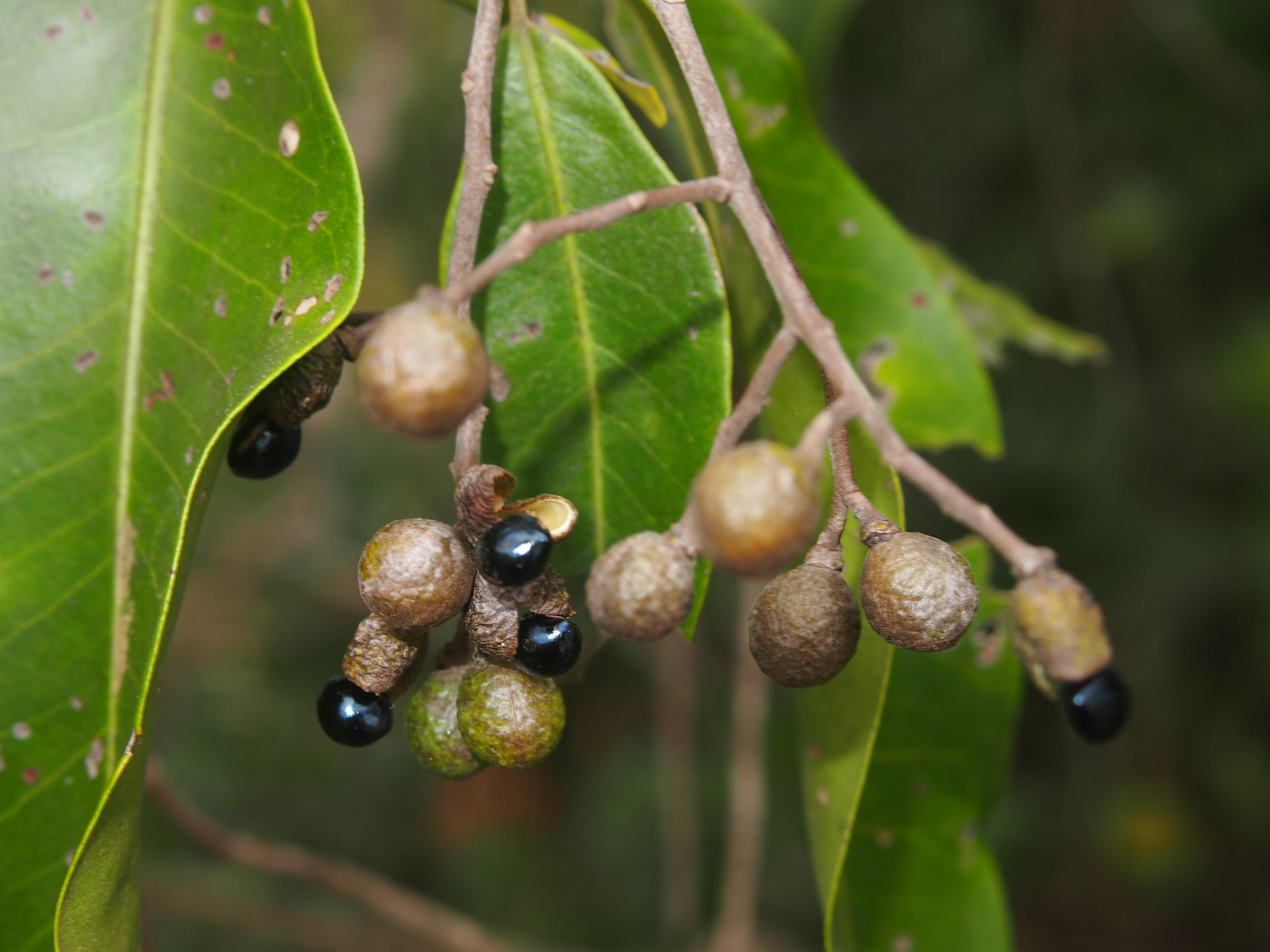